# Přítluky

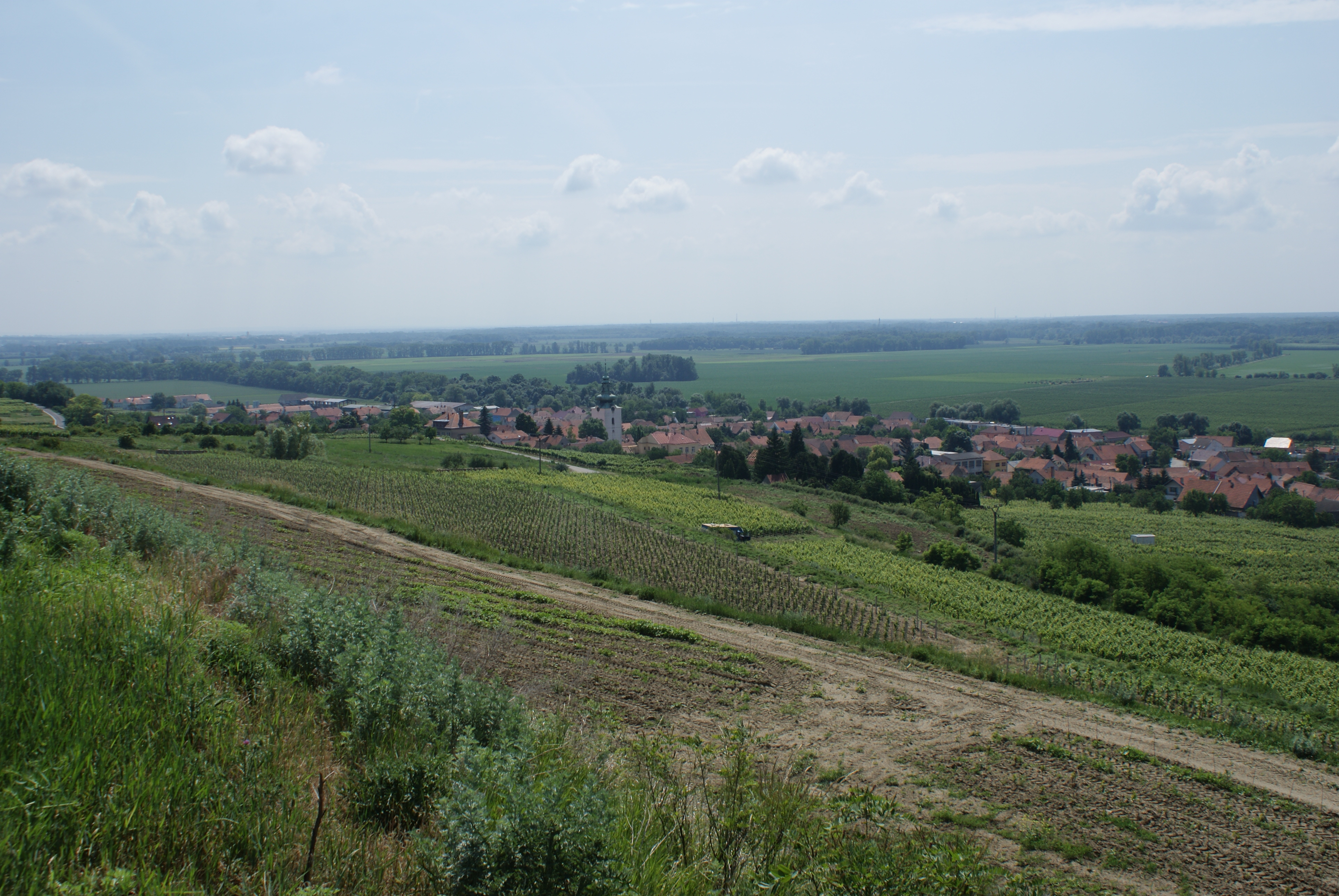
Ansicht von Přítluky

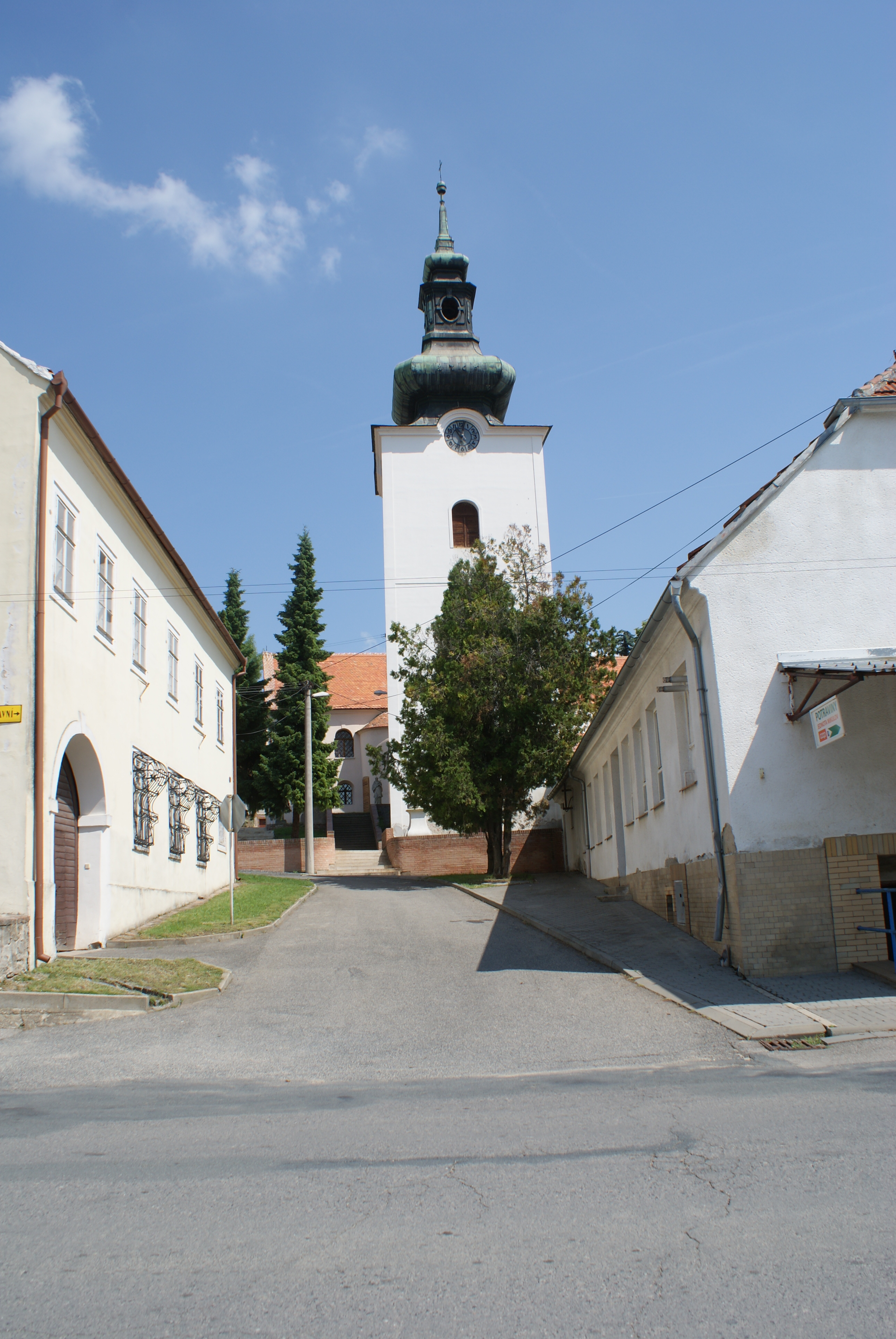
Kirche St. Margarethe

Přítluky (deutsch Prittlach) ist eine Gemeinde im Jihomoravský kraj (Südmähren), Okres Břeclav (Bezirk Lundenburg) in Tschechien. Sie befindet sich 14 Kilometer nordwestlich von Břeclav (Lundenburg). Der Ort ist als ein Platzdorf angelegt.

## Geografie
Přítluky ist ein linksseitig der Thaya am Fuße des Berges Přítlucká hora (Prittling, 292 m) gelegenes Viereckdorf. Im Nordosten liegt die Thayatalsperre Nové Mlýny. Die Nachbarorte sind im Osten Rakvice (Rakwitz), im Südosten Podivín (Kostel), im Westen Nové Mlýny (Neumühl) und im Norden Zaječí (Saitz).

## Geschichte
Im 11. bis 13. Jahrhundert kam es zu einer großen Siedlungsbewegung von West nach Ost. Mähren wurde von 1031 bis 1305 von der Dynastie der Přemysliden regiert. Um größere Gebiete landwirtschaftlich zu nutzen und damit höhere Erträge zu erzielen, bewarben sie die Kolonisten zum Beispiel mit zehn Jahre Steuerfreiheit (deutsches Siedlerrecht). Bis zum Jahre 1150 wurde das Gebiet um Mikulov (Nikolsburg) und Znojmo (Znaim) von deutschen Einwanderern aus Niederösterreich besiedelt. Die Anlage des Dorfes sowie die ui-Mundart bekunden, dass sie ursprünglich aus den bairischen Gebieten der Bistümer Regensburg und Passau stammten. Sie brachten neue landwirtschaftliche Geräte mit und führten die ertragreiche Dreifelderwirtschaft ein.
Das Dorf war in Besitz des Zisterzienserklosters Velehrad und wurde erstmals 1222 urkundlich erwähnt. 1220 hat der Ort den Namen "Pritluh", 1229 "Britteluche" und 1362 "Pritlach", im 17. Jahrhundert wird es zu "Brichlach" und kommt im 19. Jahrhundert wieder auf die Namen "Prittlach" zurück. In den Hussitenkriegen wird der Ort im Jahre 1421 niedergebrannt. 1599 wurde Prittlach von der Familie Liechtenstein gekauft und 1617 in die Herrschaft Lednice eingegliedert.
Am Anfang des Dreißigjährigen Krieges, 1619, wurde das Dorf niedergebrannt und blieb drei Jahre lang verwüstet. 1645 wurde Prittlach von schwedischen Truppen unter Lennart Torstensson erneut niedergebrannt. Bei Überfällen türkischer Streifscharen in den Jahren 1649 und 1663 wurde der Ort beschädigt. Matriken werden seit 1653 geführt. Onlinesuche über das Landesarchiv Brünn. Grundbücher werden seit 1702 geführt. Aufgrund der Türkenkriege und des Spanischen Erbfolgekrieges kam es durch hohe Steuern und eine rasche Geldentwertung zu einer Verarmung der Einwohner von Prittlach. Ab dem 16. Jahrhundert gab es eine Dorfschule, die 1844 einen zweigeschossigen Neubau für drei Klassen erhielt. Im Jahre 1896 wurde eine Freiwillige Feuerwehr im Ort gegründet. Die Sprache der Einwohner wurzelt in der Mittelbairisch-österreichischen Ui-Mundart mit speziellen Bairischen Kennwörtern, welche auf eine Besiedlung durch bayrische deutsche Stämme hinweisen, wie sie vor allem im 12./13. Jahrhundert erfolgte. Der Haupterwerb der Einwohner waren der Acker- und Weinbau sowie die Vieh- und Fischwirtschaft. Aufgrund des guten Klimas wurde neben verschiedenen Getreidearten auch Mohn, Zuckerrüben, Hülsenfrüchten und Kartoffeln angebaut. Die blühende Weinkultur im Ort erhielt durch die Reblausplage um 1900 einen starken Rückschlag. So wurden im Jahre 1945 nur noch die Hälfte der Weinbaufläche von 1900 genutzt.
Nach dem Ersten Weltkrieg kam Prittlach wie ganz Mähren zur neu entstandenen Tschechoslowakei. Maßnahmen wie die Bodenreform und eine Sprachenverordnung führten durch Siedler und neu besetzte Beamtenposten zu einem vermehrten Zuzug von Personen tschechischer Nationalität. Die Elektrifizierung des Ortes erfolgte im Jahre 1928. Das Kriegerdenkmal für die 44 Gefallenen des Ersten Weltkrieges wurde 1930 errichtet. 1938 wurde ein Kindergarten sowie eine Gemeindebücherei gebaut. Während der Sudetenkrise wurden die Einwohner von Prittlach vom tschechischen Militär zum Schanzen abkommandiert. Nach dem Münchner Abkommen wurde Prittlach mit 1. Oktober 1938 ein Teil des deutschen Reichsgaus Niederdonau.
Im Zweiten Weltkrieg fielen 58 Männer und vier Personen starben bei einem Bombenangriff. Nach Kriegsende wurden die im Münchener Abkommen übertragenen Territorien wieder der Tschechoslowakei zugeordnet. Zwischen 22. Mai und 26. Juni 1945 wurden, bis auf vier Familien, alle Ortsbewohner über die Grenze nach Österreich vertrieben. Dabei kam es zu sieben Ziviltoten.
Von den Vertriebenen verblieben 47 Familien in Österreich, die restlichen 130 Familien wurden nach Deutschland weiter transferiert. Das Hauptkreuz am Friedhof wurde im Jahre 1993 durch vertriebene Prittlacher renoviert.
1960 erfolgte die Eingemeindung von Nové Mlýny (Neumühl).

## Wappen und Siegel
Das älteste Siegel zeigt innerhalb eines Blätterkranzes die Umschrift "GEMEIN.SIGIL.BRICHLAH 1711". Es zeigt einen Weinstock mit zwei Trauben und einem Winzermesser mit Securis.

## Bevölkerungsentwicklung
| Volkszählung                                                                  | Häuser | Einwohner insgesamt | Volkszugehörigkeit der Einwohner | Volkszugehörigkeit der Einwohner | Volkszugehörigkeit der Einwohner |
| Jahr                                                                          | Häuser | Einwohner insgesamt | Deutsche                         | Tschechen                        | andere                           |
| 1793                                                                          | 160    | 716                 |                                  |                                  |                                  |
| 1836                                                                          | 172    | 900                 |                                  |                                  |                                  |
| 1869                                                                          | 182    | 799                 |                                  |                                  |                                  |
| 1880                                                                          | 182    | 909                 | 892                              | 16                               | 5                                |
| 1890                                                                          | 187    | 821                 | 802                              | 19                               | 8                                |
| 1900                                                                          | 191    | 870                 | 867                              | 2                                | 1                                |
| 1910                                                                          | 203    | 867                 | 856                              | 9                                | 2                                |
| 1921                                                                          | 207    | 837                 | 782                              | 30                               | 25                               |
| 1930                                                                          | 219    | 821                 | 777                              | 30                               | 14                               |
| 1939                                                                          | 224    | 844                 | 844                              |                                  |                                  |
| Quelle: 1793, 1836, 1850 aus: Südmähren von A–Z, Frodl, Blaschka              |        |                     |                                  |                                  |                                  |
| Sonstige: Historický místopis Moravy a Slezska v letech 1848–1960, sv.9. 1984 |        |                     |                                  |                                  |                                  |

## Gemeindegliederung
Die Gemeinde Přítluky besteht aus den Ortsteilen Nové Mlýny (Neumühl) und Přítluky (Prittlach), die zugleich Katastralbezirke bilden.

## Persönlichkeiten
- Franz Ludwig. Heimatforscher und Josef-Löhner Preisträger

## Baudenkmäler, Einrichtungen
- Pfarrkirche St. Margareta, 1218, mehrmals niedergebrannt und wieder aufgebaut; danebenstehender Zwiebelturm,
- Dreifaltigkeitssäule mit Statuen des Hl. Johannes von Nepomuk, Hl. Florian, Hl. Wendelin
- Denkmal für die Rakwitzer Tragödie in der Thaya in Nové Mlýny. Am 26. Mai 1936 kenterte während eines Schulausfluges in die Pollauer Berge die mit Rakwitzer Kindern überladene Thayafähre in Neumühl, wobei 31 Schüler ertranken.
- Kriegerdenkmal (1930)